# Katzenberg (Tragwein)
Der Katzenberg ist ein 592 m ü. A. hoher Berg im unteren Mühlviertel. Er liegt bei Tragwein im Bezirk Freistadt in Oberösterreich.

## Geografie
Der Gipfel des teils bewaldeten Katzenbergs liegt 20 km östlich der Landeshauptstadt Linz und 2 km nördlich des Tragweiner Kernorts. Im Osten, jenseits des Pernbaches, befindet sich Lugendorf und südwestlich Mistlberg, zwei Tragweiner Ortsteile. Nördlich liegt Reichenstein, das zu Gutau, Pregarten und Tragwein gehört.
Von Tragwein (490 m ü. A.) führt ein halbstündiger Wanderweg auf den Katzenberg und weiter zum Mühlviertler Weitwanderweg 510. Von seiner Südseite bietet sich der Ausblick auf das umgebende Aist-Naarn-Hügelland und die Donauebene, sowie nach Osten auf Bad Zell und nach Süden auf den ausgedehnten Kaolin-Tagebau von Allerheiligen im Mühlkreis (Kriechbaum).